# KkStB-Tenderreihe 88

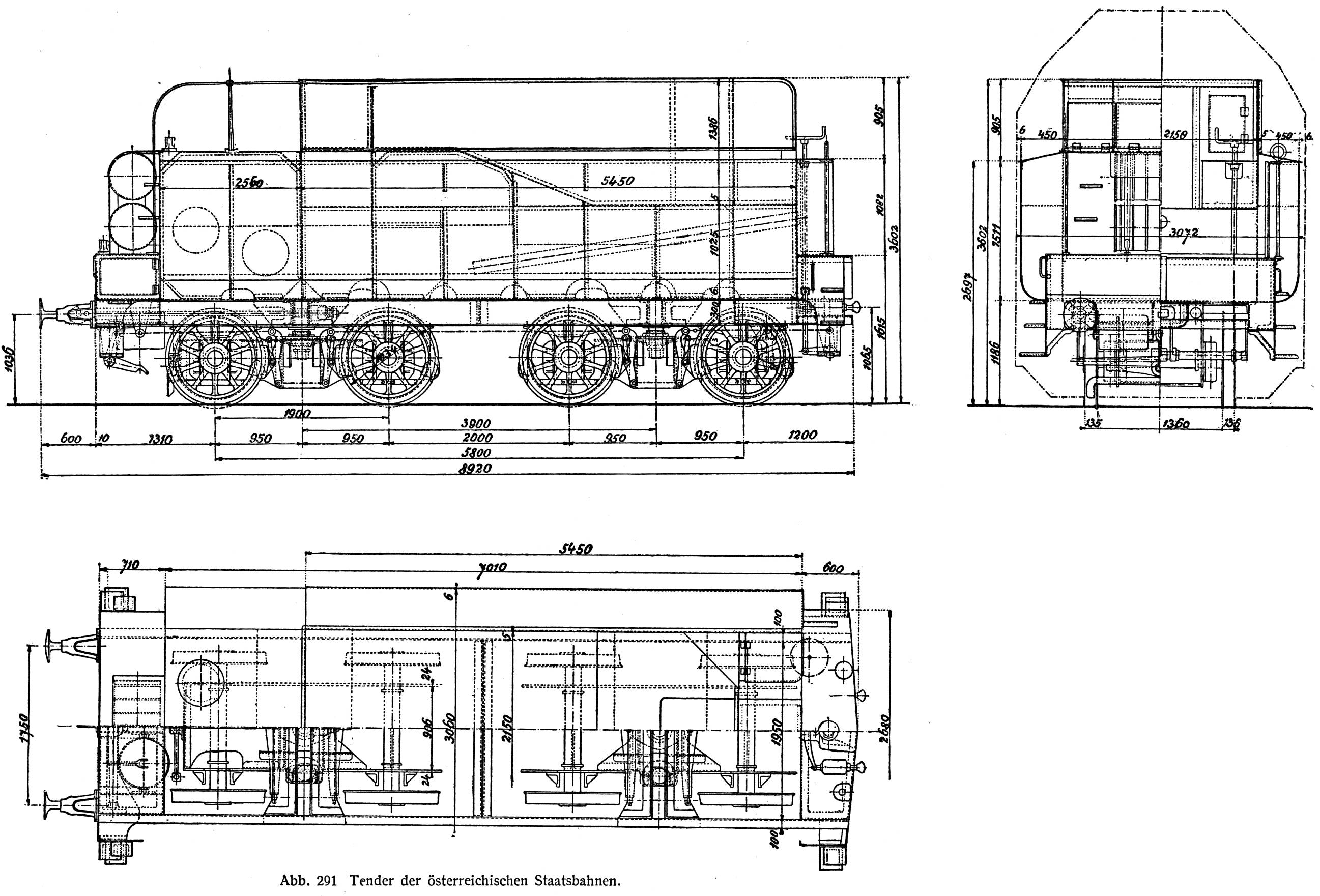
Maßzeichnung

Die kkStB-Tenderreihe 88 war eine Schlepptenderreihe der k.k. Staatsbahnen (kkStB).

## Geschichte
Die kkStB beschaffte diese Tender für ihre Lokomotiven ab 1916. Sie waren Drehgestelltender und wurden von der Lokomotivfabrik der StEG, von der Lokomotivfabrik Floridsdorf und der Waggonfabrik Ringhoffer in Prag-Smichov geliefert.
Die kkStB-Tenderreihe 88 war die letzte Entwicklung der k.k. Staatsbahnen (kkStB). Ab 1902 stand für die Schnellzuglokomotiven der Baureihen 108, 210 und 310 der vierachsige Drehgestelltender der Reihe 86 zur Verfügung. Bei einem schweren Schnellzug von rund 400 t war damit ein Durchlauf von nur 130 km möglich. Unter Ausnutzung des beschränkten Achsdruckes von 14,5 t wurde daher von Ingenieur Rihosek ein gewichtssparender Tender entwickelt, welcher einen Wasserkasten von 30 m³ aufwies. Durch die Vorgabe des geringen Achsdruckes blieb die Füllung des Wasserkastens vorerst auf 27 m³ beschränkt. Die Gewichtseinsparung wurde vor allem durch die Verwendung von Innenrahmendrehgestelle, welche auch bei den Lokomotivbaureihen 106/206 Verwendung fanden, erzielt. 
Die kkStB bestellten 1915 vorerst zwei Tender bei der Lokomotivfabrik StEG, welche 1916 mit der Bezeichnung 88.01 und 88.02 an die Staatsbahn geliefert wurden. Neben den beiden Prototyp-Tendern wurden weitere 25 Stück bei den Lokomotivfabriken Floridsdorf (7 Stück) und Wiener Neustadt (8 Stück), sowie bei der Waggonfabrik Ringhoffer (10 Stück) in Auftrag gegeben. Diese waren für die bestellten zehn Lokomotiven der Baureihe 310.300–310.309 und die 15 Maschinen der Reihe 470.13–470.27 vorgesehen.
Die sieben Tender (88.03–88.09), welche von der Lokomotivfabrik Floridsdorf 1918 gebaut wurden (mit den Fabriknummern 1487–1493), gelangten gemeinsam mit den sieben Lokomotiven der Baureihe 310.3 zur Eisenbahnverwaltung Preußens, und in späterer Folge nach Polen zu den PKP. Drei weitere Tender (88.10–88.12, Fabriknummer 2498–2500) wurden von Ringhoffer 1917 gebaut und in der unmittelbaren Nachkriegszeit nach Polen verkauft (Tenderbaureihe 27D11), die ja für die drei „tenderlosen“ Maschinen der Baureihe 310.3, welche die PKP von der Lokomotivfabrik Floridsdorf direkt ankauften, die zugehörigen Tender benötigten.
Für die von den kkStB bei der Lokomotivfabrik Wiener Neustadt bestellten 15 Lokomotiven der Baureihe 470 (470.13–470.27) sollten sieben Tender (88.13–88.19) von der Waggonfabrik Ringhoffer und acht Tender (88.20–88.27) von Wiener Neustadt geliefert werden. Die 15 Stück der Gebirgs-Schnellzuglokomotivbaureihe 470 mussten, da die Fertigung von Güterzuglokomotiven kriegswichtiger waren, storniert werden. Mit der Stornierung dieses Auftrages wurden auch die bestellten acht Tender (88.20–88.27) von der Lokomotivfabrik Wiener Neustadt nicht mehr geliefert. Die sieben von den kkStB bestellten Tender (88.13–88.19) wurden jedoch von der Waggonfabrik Ringhoffer 1919 gefertigt (Fabriknummer 2609–2615) und gelangten in Folge schon direkt an die ČSD (Tenderbaureihe 727). 
Bei der Fahrzeug-Aufteilung nach dem Ersten Weltkrieg verblieb der Tender 88.01 in Österreich und wurde noch von den ÖBB als Wasserwagen 923 101 eingesetzt. Tender 88.02 gelangte zu den ČSD (727.001).
Von den 19 Tendern der Baureihe 88 blieb keiner erhalten. In Polen überdauerte der Tender 27D11-5 über die Jahrzehnte als Wassertank im Depot Warszawa Praga. Mit dem Schließen des Lokomotiv-Depots im Jahr 1998 und dem Abbruch im Jahr 2000, wurde auch dieser letzte Tender der Baureihe 88 verschrottet.